# Planet 9
Članek govori o podjetju. Za pomen v astronomiji glej Deveti planet.
Podjetje Planet 9, d.o.o. je od 1. aprila 2011 uradno pridruženo podjetju Najdi, informacijse storitve, d.o.o., ki je prevzelo vse dejavnosti podjetja Planet 9.
Planet 9 je podjetje, katerega osnovne dejavnosti so vezane na razvoj, zagotavljanje in upravljanje multimedijskih storitev in vsebin za različne platforme. Ključna področja, ki jih te dejavnosti pokrivajo, so televizija in video (IPTV, spletni video, mobilne rešitve), spletne storitve in portali ter različne komunikacijske rešitve.
Planet 9 je podjetje, ki se ukvarja z razvojem in upravljanjem multimedijskih storitev in vsebin za različne platforme (splet, mobilne, TV). Deluje znotraj Skupine Telekoma Slovenije. 

## Zgodovina
Družbo Planet 9, d. o. o., sta junija 2003 ustanovili družbi Mobitel, d. d., in SiOL, d. o. o. Glavni namen ustanovitve je bila poenotena priprava in ponudba multimedijskih vsebin in storitev, vsebinsko prilagojene uporabnikom mobilnega radijskega omrežja in mobilnega internetnega okolja. Družba Planet 9, d. o. o., se je v začetku leta 2008 združila s Sektorjem za multimedijske storitve in vsebine Telekoma Slovenije (del nekdanjega podjetja SiOL, d.o.o.), 1. aprila 2011 pa se je podjetje pridružilo podjetju najdi, informacijske storitve, ki je v 100 % lasti Telekoma Slovenije.

## Storitve
Osrednje področje delovanja družbe Planet 9 so multimedijske storitve in vsebine, ki obsegajo spletne in mobilne portale, rešitve za televizijo, konvergenčno distribucijsko platformo za video, avdio- in videoprodukcijo ter druge komunikacijske rešitve in storitve.

### Portali
Planet 9 ima v lasti oz. upravlja s spletnima portaloma SiOL.net in Planet.si ter mobilnim portalom Planet.
- SiOL.net sodi me vodilne slovenske spletne portale in ponuja raznoliko paleto splošnih in specializiranih vsebin. Glavni sklopi vsebin pokrivajo dnevne novice, šport, tehnologijo, življenjski slog ter avtomobilistično in motociklistično tematiko.  Mesečno ga obišče prek 500 tisoč različnih uporabnikov in je po rezultatih merjenja spletne obiskanosti (MOSS) na 2. mestu po obiskanosti slovenskih spletnih mest.[1]
- Spletni portal Planet.si poleg dnevnoinformativnih in zabavnih vsebin ter dostopa do brezplačne e-pošte ponuja tudi hitre informacije (vreme, stanje na cestah, loterija), predvsem pa je poznan po vsebinah za personalizacijo mobilnih telefonov (ozadja, melodije, uverture). S spletne strani si uporabniki lahko naložijo tudi igre za svoje mobilnike.
- Na mobilnem portalu Planet lahko obiskovalci izbirajo med raznovrstnimi vsebinami in storitvami s področja aktualnega dogajanja, športa, zabave. Mobilni portal Planet ponuja tudi številne vsebine za personalizacijo mobilnikov (ozadja, uverture, melodije), na njem pa uporabniki najdejo tudi igre za mobilnike. Mobilni portal Planet je dostopen Mobitelovim in Debitelovim naročnikom in uporabnikom.

### Rešitve za IPTV
Osrednje mesto med multimedijskimi storitvami zavzemajo IPTV-rešitve, na katerih temeljijo številne televizijske ponudbe na slovenskem trgu (SiOL BOX) in uporabnikom prinašajo številne možnosti interaktivnega spremljanja televizije. Napredne možnosti uporabe vključujejo funkcionalnosti, kot sta elektronski programski vodič in video na zahtevo, medijski center, snemalnik, dostop do družbenih omrežij, kot sta Facebook in Twitter, interaktivno zabavo v obliki iger, novice …

### Videodistribucijska platforma SiOL iO
Videodistribucijska platforma SiOL iO  je konvergenčna videostoritev, saj povezuje tri platforme – televizijo, internet in mobilno platformo ter združuje mobilne, spletne in televizijske vsebine, uporabnikom pa omogoča prenos posnetkov ali neposreden prenos snemanja z mobilnega telefona ali s spletne kamere na katerokoli izmed treh platform (TV, internet, mobilna). 

### Avdio- in videoprodukcija
Planet 9 je podjetje, specializirano za produkcijo televizijskih, radijskih in sodobnih grafičnih tržnokomunikacijskih sporočil. Tako so glavne storitve neposredni videoprenosi kulturnih, izobraževalnih, zabavnih, športnih ali poslovnih dogodkov na splet, mobilni splet ali IP-televizija, TV- in videoprodukcija, avdioprodukcija, grafika ter fotografske storitve.

### Komunikacijske rešitve in storitve
- SMS-obveščanje in mobilno sporočanje
- Mobilno glasovanje